# Asclera nigra
Asclera nigra är en skalbaggsart som beskrevs av Leconte 1852. Asclera nigra ingår i släktet Asclera och familjen blombaggar. Inga underarter finns listade i Catalogue of Life.